# Unheimliche Geschichten (film din 1919)
Unheimliche Geschichten (cu sensul de Povestiri stranii) este un film mut alb-negru lungmetraj german de antologie din 1919, regizat de Richard Oswald și care îl are în rolul principal pe actorul Conrad Veidt. Filmul este împărțit în cinci segmente: Apariția, Mâna, Pisica neagră (bazat pe povestirea lui Edgar Allan Poe), The Suicide Club (bazat pe povestirea lui Robert Louis Stevenson) și Der Spuk (Spectrul).
Richard Oswald a refăcut ulterior filmul din nou în 1932 ca The Living Dead.

## Intrigă
La miezul nopții, într-un anticariat închis, trei personaje --- Moartea, Diavolul și Harlot - ies din tablouri și citesc cinci povestiri macabre.  
Prima povestire este Apariția, despre un bărbat (Veidt) și o femeie (Berber) care se duc într-un hotel. Când femeia dispare, toată lumea neagă că a existat vreodată. Ulterior este dezvăluit că a murit de ciumă, iar conducerea hotelului a vrut să mușamalizeze totul.  
A doua povestire se numește Mâna; este despre doi bărbați (Veidt și Schunzel) care se lupta pentru a cuceri femeia pe care ambii o doresc. Pierzătorul își omoară adversarul, ceea ce face la apariția unei mâini fantomatice a victimei care își răzbună moartea.  
A treia povestire este Pisica neagră, despre un bețiv (Schunzel) care își ucide soția (Berber) și îi zidește corpul în pivniță. Pisica neagră a familiei dezvăluie crima poliției.  
A patra povestire este The Suicide Club, despre un detectiv care descoperă o societate secretă doar pentru a fi ales ca următoarea victimă a lor printr-un joc de cărți.  
Povestirea finală numită Spectrul este despre un baron fanfaron (Veidt) care își încurajează soția (Berber) să aibă o aventură cu un necunoscut.  
Odată cu terminarea celei de-a cincea povestiri, ceasul din magazin sună odată și cei trei povestitori-fantome se retrag în tablourile lor. 

## Distribuție
- Anita Berber ca Harlot
- Reinhold Schünzel ca Diavolul
- Conrad Veidt ca Moartea
- Hugo Döblin
- Paul Morgan
- Georg Ioan
- Bernhard Goetzke

## Producție
Unheimliche Geschichten a fost regizat, produs și co-scris de Richard Oswald. În film interpretează actorii Anita Berber, Reinhold Schünzel și Conrad Veidt ca Harlot, Diavolul și respectiv Moartea în secvența de deschidere, dar aceștia joacă și în alte alte roluri în fiecare din cele cinci povestiri.  Fiecare povestire s-a bazat pe o lucrare de autor: Anselm Heine (Apariția, 1912), Robert Liebmann (Mâna), Edgar Allan Poe (Pisica neagră, 1843), Robert Louis Stevenson (<i>The Suicide Club</i>, 1878) și Richard Oswald (Der Spuk / Spectrul). 

## Lansare
Unheimliche Geschichten a fost proiectat prima dată la Berlin la 5 noiembrie 1919. În cartea Directory of World Cinema: Germany, volumul 10, Katharina Loew a descris filmul drept „legătura critică dintre misterul german mai convențional și filmele de detectivi de la mijlocul anilor 1910 și cinematografia fantastică de la începutul anilor 1920”.  Filmul este uneori menționat în lucrări de referință ca Povestiri / Povești ciudate, Povești fantastice, Povești ireale, Cinci povești sinistre sau Povești misterioase.

## Recepție
Printre recenziile contemporane din Germania, Berliner Tageblatt a lăudat interpretarea lui Conrad Veidt, a iluminatului și a faptului că filmul a fost eficient fără a avea o distribuție de mii de persoane. Recenzia a adăugat că ritmul filmului s-a împleticit uneori.  
Der Kinematograph l-a lăudat pe Veidt dar și măiestria cinematografică a lui Oswalds.
Printre recenziile retrospective, Loew a afirmat că filmul nu a îmbătrânit bine. Loew a criticat, de asemenea, decorurile interioare ale filmului ca fiind „neconvingătoare și dărăpănate”, iar episoadele filmului au fost inegale.
Troy Howarth a comentat: "Filmul a stabilit un standard pentru antologiile germane ulterioare, incluzând Destinul lui Fritz Lang și Muzeul de ceară  al lui Paul Leni... iar tonul său oscilează stângaci între macabru și ridicol...“ El adaugă că „doar Conrad Veidt face o impresie [bună]. El se ridică constant peste calitatea mediocră a restului filmului."

## Vezi și
- Listă de filme bazate pe lucrările lui Edgar Allan Poe
- Listă de filme antologie de groază